# Peter Ankersen
Peter Ankersen (Esbjerg, 22 de septiembre de 1990) es un futbolista danés que juega en la demarcación de defensa para el F. C. Nordsjælland de la Superliga de Dinamarca. Es hermano gemelo del también futbolista Jakob Ankersen.

## Selección nacional
Hizo su debut con la selección de fútbol de Dinamarca el 14 de agosto de 2013 en un partido amistoso contra Polonia que finalizó con un resultado de 3-2 a favor del combinado polaco tras los goles de Mateusz Klich, Waldemar Sobota y Piotr Zieliński para Polonia, y de Christian Eriksen y Martin Braithwaite para Dinamarca. Además ha disputado clasificación para los mundiales de 2014 y 2018, además de la clasificación para la Eurocopa 2016. También jugó la Copa Kirin de 2016.

### Goles internacionales
| # | Fecha                   | Estadio                              | Oponente   | Gol | Resultado | Competición                                          |
| - | ----------------------- | ------------------------------------ | ---------- | --- | --------- | ---------------------------------------------------- |
| 1 | 11 de noviembre de 2016 | Parken Stadion, Copenague, Dinamarca | Kazajistán | 3–1 | 4-1       | Clasificación para la Copa Mundial de Fútbol de 2018 |

## Clubes
| Club               | País      | Año       | Partidos | Goles |
| ------------------ | --------- | --------- | -------- | ----- |
| Esbjerg fB         | Dinamarca | 2009-2010 | 1        | 0     |
| Vejle Boldklub     | Dinamarca | 2010-2012 | 49       | 3     |
| Rosenborg BK       | Noruega   | 2012      | 18       | 0     |
| Esbjerg fB         | Dinamarca | 2012-2014 | 70       | 7     |
| Red Bull Salzburgo | Austria   | 2014-2015 | 33       | 1     |
| F. C. Copenhague   | Dinamarca | 2015-2019 | 175      | 9     |
| Genoa C. F. C.     | Italia    | 2019-2020 | 19       | 0     |
| F. C. Copenhague   | Dinamarca | 2020-2024 | 111      | 5     |
| F. C. Nordsjælland | Dinamarca | 2024-     | 31       | 4     |

## Palmarés

### Campeonatos nacionales
| Título                 | Club               | País      | Año  |
| ---------------------- | ------------------ | --------- | ---- |
| Copa de Dinamarca      | Esbjerg fB         | Dinamarca | 2013 |
| Bundesliga             | Red Bull Salzburgo | Austria   | 2015 |
| Copa de Austria        | Red Bull Salzburgo | Austria   | 2015 |
| Superliga de Dinamarca | F. C. Copenhague   | Dinamarca | 2016 |
| Copa de Dinamarca      | F. C. Copenhague   | Dinamarca | 2016 |
| Superliga de Dinamarca | F. C. Copenhague   | Dinamarca | 2017 |
| Copa de Dinamarca      | F. C. Copenhague   | Dinamarca | 2017 |
| Superliga de Dinamarca | F. C. Copenhague   | Dinamarca | 2019 |
| Superliga de Dinamarca | F. C. Copenhague   | Dinamarca | 2022 |
| Copa de Dinamarca      | F. C. Copenhague   | Dinamarca | 2023 |
| Superliga de Dinamarca | F. C. Copenhague   | Dinamarca | 2023 |